# Barkyaruq
Abu-al-Mudhàffar Rukn-ad-Dunya-wa-d-Din Barkyaruq ibn Jalal-ad-Dawla Màlik-Xah (àrab: أبو المظفر ركن الدنيا والدين بركياروق بن جلال الدولة ملك شاه, Abū l-Muẓaffar Rukn ad-Dunya wa-d-Dīn Barkyāruq ibn Jalāl ad-Dawla Mālik Xāh), més conegut senzillament pel seu sobrenom Barkyaruq (sobrenom que provindria de l'expressió turquesa Berk Yaruq, que significa ‘llum constant’, ‘llum ferma’) (?, 1079/1080 - Barudjird, 1105) fou el quart sultà seljúcida (1094–1105).

## Joventut
Era el fill gran de Màlik-Xah I i tenia 13 anys a la mort del seu pare el novembre del 1092. La vídua Turkan Khatun disposava del tresor i tenia per tant un cert control sobre el govern, i va fer proclamar sultà a Bagdad un germà de Barkyaruq, Mahmud ibn Màlik-Xah, de 4 anys. Taj-al-Mulk, enemic i successor de Nidham-al-Mulk Abu-Alí al-Hàssan, conseller de Turkan Khatun, no va poder eliminar la clientela armada dels fills de Màlik-Xah i els nidhamides van agafar Barkyaruq, que era a Esfahan, i el van portar al seu centre principal, Rayy, on el van proclamar sultà; altres pretendents eren Ismaïl ibn Yaqutí, oncle matern de Barkyaruq i cosí de Màlik-Xah, que al·legava la tradicional preeminència del membre més gran de la família; Tútuix I, germà de Màlik-Xah, feudatari de Síria; i un altre germà de Màlik-Xah, Arslan Arghun, feudatari al Khorasan.

## Sultà
Finalment Barkyaruq va emergir vencedor de la guerra civil després de la mort de Tadj al-Mulk a mans dels nizamiyya, seguida de les de Turkan Khatun i de Mahmud, i la mort també d'Ismail a mans dels nizamiyya, i finalment la de Tútuix, que després d'assegurar-se el domini de Mesopotàmia (amb Bagdad) va envair l'altiplà iranià, però va perdre el suport dels seus grans emirs Ak Sunkur al-Hadjib d'Alep i Buzan d'Edessa i fou oposat amb força pels emirs de Pèrsia, tots desconfiats de la creació de noves clienteles, i va morir en batalla. També va morir un temps després Arslan Arghun que aspirava a ser independent a Khorasan i s'havia imposat a Buribars (germà de Màlik-Xah) enviat per Barkyaruq per sotmetre'l.
El 1095 Barkyaruq era quasi universalment reconegut com a sultà i especialment pel califa i el 1096 va dominar també Khorasan estenent la seva influència cap a Samarcanda i Gazni. L'estat seljúcida era com una federació de principats autònoms: a Damasc Duqaq, fill de Tútuix I; a Alep, Ridwan, que el reconeixien com a sultà suprem. Al Khorasan dominava Barkyaruq, però a les zones muntanyoses de l'est estaven revoltats un cosí de Màlik-Xah, un descendent de Yabghu (germà de Tughril Beg) i altres; Barkyaruq va formar a la regió un sultanat autònom pel seu germà Sandjar ajudat per un governador designat pel mateix Barkyaruq; Azerbaidjan fou donat en feu al seu germà Muhammad ibn Màlik-Xah amb un atabeg designat també per Barkyaruq.
Tant Sandjar com Muhammad eren els seus germans per part de pare però de diferent mare (i els dos tenien la mateixa mare, diferent de la mare de Barkyaruq) i foren incitats a la revolta per Majd al-Mulk, fill de Nizam al-Mulk Abu Ali al-Hasan que havia perdut el càrrec de visir per decisió de Barkyaruq, en favor d'un germà que era el seu rival. Una guerra civil va seguir amb constants canvis d'aliança i en la qual la victòria afavoria de vegades a uns i de vegades a altres. Un acord va establir que Muhammad governaria Azerbaidjan i Armènia sota sobirania de Barkyaruq, però Muhammad no va quedar satisfet i aviat va reprendre la lluita i fou derrotat fugint a Armènia.
Finalment Barkyaruq, malalt a causa d'aquestes guerres, va acabar acceptant el 1104 la partició del sultanat, conservant el Djibal amb Rayy i Tabaristan, Fars, Khuzestan, la meitat d'Iraq i Hijaz, mentre el seu germà rebia la meitat d'Iraq, Esfahan, la frontera de l'oest, Azerbaidjan i Síria i l'encàrrec de fer la guerra santa. Sandjar per la seva banda havia de llegir la khutba en nom de Muhammad i en nom propi però no en nom de Barkyaruq.
Dins dels territoris assignats forces centrífugues operaven: Kerbugha a l'alta Mesopotàmia i després el seu successor Djekermish, quasi independents a Mossul; els ortúquides al Diyar Bakr; els principats turcmans a Armènia i els Rawwàdides a Aní, dels que va néixer el poder de Sukman al-Kutbi, antic oficial seljúcida, que es va proclamar Shah-i Armin a Akhlat; els mazyàdides a la Batiha; els senyors kurds a les muntanyes del Kurdistan; les províncies de la mar Càspia amb les seves dinasties locals; i les zones muntanyoses del Khorasan; a més de senyories buwàyhides, i de grans oficials feudataris seljúcides, la més coneguda la dels fills de Bursuk a Tustar.

## Els seus visirs i consideracions generals
Barkyaruq va tenir cinc visirs; tres eren fills de Nizam al-Mulk, Izz al-Mulk (mort 1094), Majd al-Mulk (ja esmentat, que va caure en desgràcia al cap d'un any d'exercir el càrrec), i Fakhr al-Mulk (fins al 1100); i els altres Abd al-Djalil al-Dihistani (mort en combat) i al-Maybadhi (1102-1105). La seva missió principal fou trobar diners per fer front a les despeses de l'estat, pel que sovint van haver de recórrer a les confiscacions.
Els més beneficiats al seu regnat foren els ismaïlites que van ocupar Alamut (1090) i altres fortaleses al Daylam i Kuhistan, i a la vora d'Esfahan, i la senyoria abans ismaïlita de Tabas que els feia costat. Al final del seu regnat, conscient de la perillositat dels ismaïlites, en va encoratjar matances a Bagdad i Iran, però no va poder fer res per recuperar les fortaleses.

## Mort
Va morir sobtadament a Barudjird al començament del 1105 quan només tenia 25 anys. El seu fill Màlik-Xah II fou proclamat a Bagdad, però fou eliminat pel seu oncle Muhammad I Tapar.